# Tavoletta di Azekah

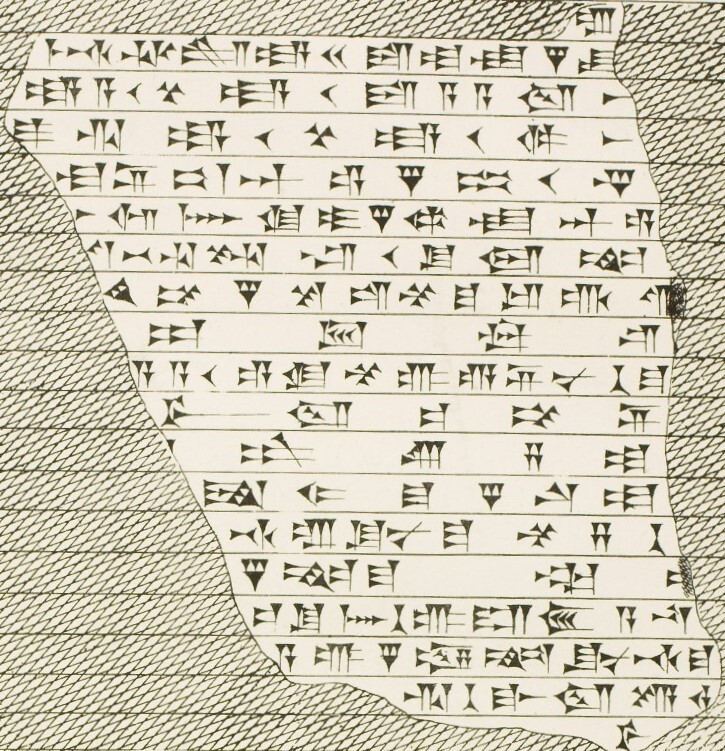
La tavoletta di Azekah.

La tavoletta di Azekah è un'iscrizione su tavoletta del regno di Sennacherib (705-681 a.C.) scoperta a metà del XIX secolo nella c.d. Biblioteca di Assurbanipal. Il reperto è stato identificato come pezzo singolo da Nadav Na'aman nel 1974.
Descrive una campagna assira di Sennacherib contro Ezechia, re di Giuda, che portò alla conquista di Azekah.

## Iscrizione
L'iscrizione sulla tavoletta combinata è stata tradotta come segue:
(3) […] Ashur, mio signore, incoraggiami] ed io marciai contro la terra di Ju [dah. Nel] corso della mia campagna, il tributo dei [Re] [...]

 (4) [...] [con il potere] di Ashur, mio signore, la provincia di [Hezek] iah di Giuda come [...]
(5) [...] la città di Azekah, la sua fortezza, che è tra il mio [con]fine e il paese di Giuda [...]
(6) [come il nido dell'aquila? ] situato su un crinale di una montagna, come pugnali di ferro appuntiti senza numero che raggiungono il cielo [...]
(7) [Le sue mura] erano forti e rivaleggiavano con le montagne più alte, alla (semplice) vista, come se dal cielo [apparisse la sua testa?]
(8) [per mezzo di una rampa (di terra) battuta] potente? Gli arieti si sono avvicinati, opera di [...], con l'attacco dei fanti, [i miei] soldati [...]
(9) [...] avevano visto [l'avvicinarsi della mia cavaliere] alry e avevano sentito il ruggito delle potenti truppe del dio Ashur e [le loro] [arti] si spaventarono [...
(10) [La città che Azekah ho assediato,] ho catturato, ho portato via il suo bottino, ho distrutto, ho devastato, [ho bruciato con il fuoco ...]

 (11) [...], una città reale dei Filistei (Pi-lis-ta-aa), che [Hezek] iah aveva catturato e rafforzato per se stesso

## Traslitterazione
La traslitterazione di Na'aman delle righe 3, 4, 5 e 11 è mostrata di seguito:
(3) [… AN. SAR béli u-tak-kil-a] n-ni-ma a-na KUR Ja- [u-di lu al-lik ina] me-ti-iq KASKAL II ja man-da-at-tu sa LU [GAL MES KUR…. amhur….

 (4) [… ina da-n] a? -Ni sa AN. SAR EN-ja na-gu-u [sa mHa-za-qi-j] aau KUR Ja-u-da-aa GIM [...
(5) […] URU A-za-qa-a E tuk-la-te-su sa ina bi-ri [t mi-i] s-ri-ja u KUR Ja-u-di [… v

 (11) [URU GN URU] LUGAL-ti sa KUR Pi-lis-ta-aa [sa] [m] [Ha] - [za-qi-j] aau e-ki-mu u-dan-ni-nu -su-ma [...
Winckler suggerì che il testo non si riferisse a Giuda ma a "Yadiya" (Sam'al )